# Itadaki Street DS
Itadaki Street DS is een spel voor de Nintendo DS, ontwikkeld door Armor Project en uitgegeven door Square Enix in 2007. Het spel werd exclusief verdeeld in Japan, daarom draagt het spel ook een Japanse naam. Itadaki Street DS is een bordspel waarin Mario en zijn vrienden het tegen elkaar opnemen in onder andere minigames of op het speelbord zelf. Het speelbord wordt van bovenaf weergegeven.